# Gastronomía de Bremen
La Gastronomía de Bremen se compone de los ingredientes típicos de la cocina del norte de Alemania. El estado de Bremen se encuentra rodeado por el territorio de Baja Sajonia y comparte con él alguna de sus variedades y estilos de cocina. Una de ellas es la costumbre del Grünkohlessen en invierno.

## Platos típicos
En el terreno de los platos con carne se encuentra el Labskaus de Bremen, muy similar a la variante danesa del Skipperlabskovs. 
El Klaben es uno de los más popular platos de Bremen, consiste en una especie de pastel elabrorado frecuentemente en invierno. Se cuece al horno sobre todo al principio de los diciembre, generalmente en grandes cantidades. Convirtiéndose en un símbolo de la zona. Otra de las variedades de Bremen es el Wickelkuchen que consiste en una especie de pan con diferentes rellenos. Los Babbeler que son una especie de caramelos mentolados.